# Psammophilus
Psammophilus — рід агамідових ящірок, поширених в Індії. Хоча назва роду в перекладі з грецької означає «люблячий пісок», вони зустрічаються в скелястих місцях існування.

## Види
- Psammophilus blanfordanus (Stoliczka, 1871)
- Psammophilus dorsalis (Gray, 1831)